# Lakeshore Gardens-Hidden Acres, Teksas
Lakeshore Gardens-Hidden Acres je naselje u američkoj saveznoj državi Teksas. Prema popisu stanovništva iz 2010. u njemu je živjelo 504 stanovnika.